# Lysimachia dextrorsiflora
Lysimachia dextrorsiflora är en viveväxtart som beskrevs av X.P.Zhang, X.H.Guo och J.W.Shao. Lysimachia dextrorsiflora ingår i släktet lysingar, och familjen viveväxter. Inga underarter finns listade i Catalogue of Life.